# كريستان بيخارانو
كريستان بيخارانو (بالإسبانية: Christian Bejarano Benítez)‏ (مواليد 25 يوليو 1981) هو ملاكم مكسيكي، مثّل بلاده في الألعاب الأولمبية الصيفية 2000.

## روابط خارجية
كريستان بيخارانو على موقع بوكس ريك (الإنجليزية) (registration required)
- كريستان بيخارانو على موقع اللجنة الأولمبية الدولية (الإنجليزية)
- كريستان بيخارانو على موقع أوليمبيديا (الإنجليزية)